# Il Canto delle Dame di Ferrara
Il Canto delle Dame di Ferrara, auch Concerto delle Donne, waren drei und manchmal mehr professionell singend und musizierende Frauen – einzeln, zu zweit und „A Tre Soprani“ mit Generalbassbegleitung – am Hofe des Herzogs Alfonsos II. d’Este in Ferrara (1533–1597) zur Zeit der Spätrenaissance. Ihr Wirken ist insbesondere durch die für sie geschriebenen zwölf Madrigale Luzzasco Luzzaschis von 1601 überliefert und veranschaulicht. Die akkordische Generalbassstimme wurde dabei mitunter abwechselnd von ihnen selbst gespielt. Fünf Jahre lang wirkte als vierte Virtuosin Tarquinia Molza mit.

## Geschichte

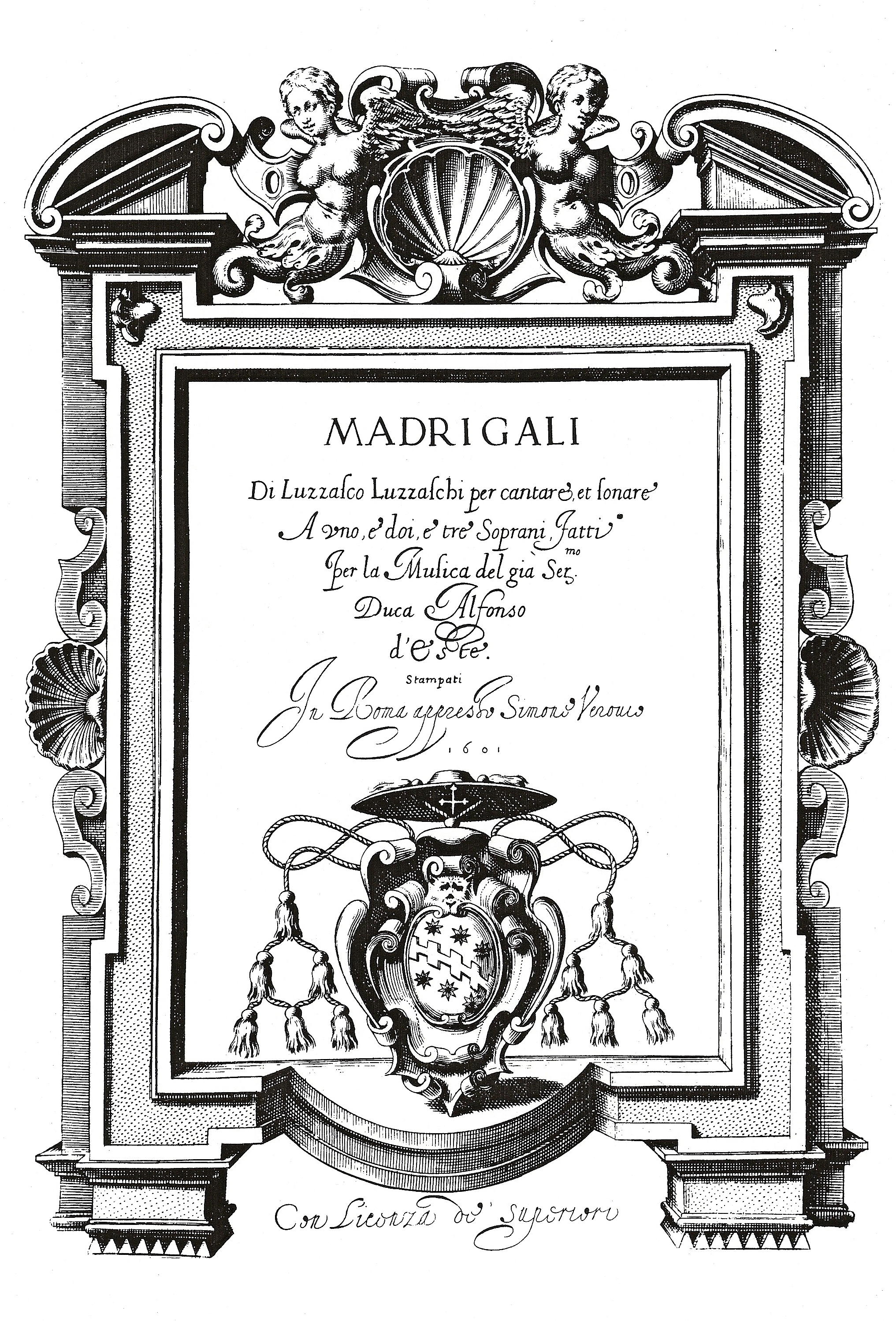
Titelseite der Madrigali a uno, e’doi, e’tre’ soprani von Luzzasco Luzzaschi, römischer Druck von 1601

1601 wurde in Rom eine Prachtausgabe von zwölf Madrigalen Luzzasco Luzzaschis (1545–1607) für ein bis drei Sopranstimmen und Cembalobegleitung veröffentlicht, entstanden im Auftrag des Herzogs Alfonsos II. d’Este di Ferrara. Der Herzog war 1597 gestorben; zu Lebzeiten hatte er diese „Madrigali secreti“ für seine „fast täglichen“ abendlichen concerti delle Donne (private Konzerte vor auserwähltem Publikum in den Gemächern seiner Frau) reserviert. Im Februar 1579 hatte er die fünfzehnjährige Margherita (1564–1618) aus der herzoglichen Familie der Gonzaga in Mantua geheiratet, die – wie er – sehr musikliebend war.

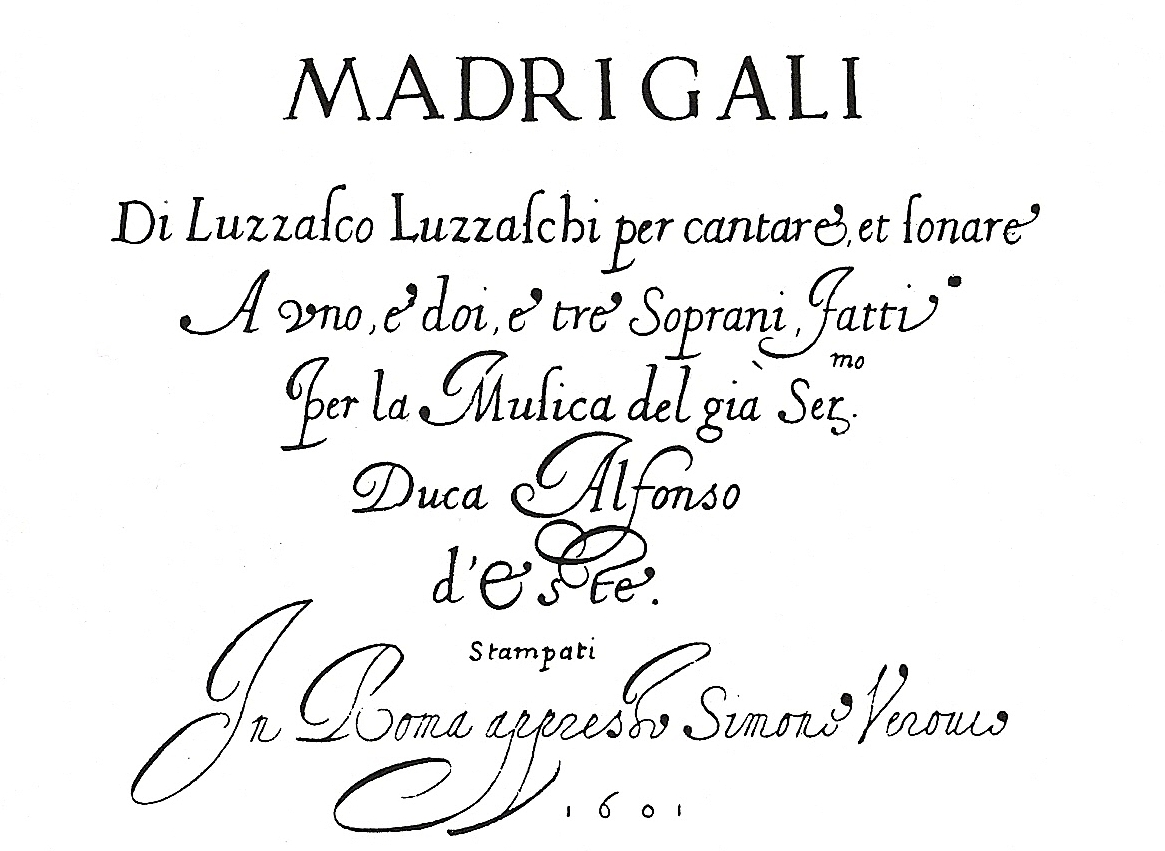
Titeleindruck

Innerhalb der reichen Musiktradition am Estensischen Hof in Ferrara sind diese erst “già serenissima Duca” (deutsch: „nach dem Tod des Herzogs“) gedruckten zwölf Madrigale ein singuläres Denkmal einer knapp 20-jährigen Blütezeit des Canto delle Dame auf dem Weg zu einer neuen Vortragskunst, für die parallel die Bezeichnungen wie Seconda pratica und „Monodie“ diskutiert wurden/werden. Diese auf Textverdeutlichung und Affektausdruck bedachte seconda pratica löste im Zuge der Spätrenaissance die Prima pratica des polyphonen (vielstimmigen) Komponierens nach den Regeln des Kontrapunkts ab.
Eine wichtige Rolle im Zusammenhang mit dem Ferrareser Concerto spielte etliche Jahre die zeitgenössische Dichterin und Musikerin Tarquinia Molza (1542–1617) aus Modena. Von 1583 bis 1589 war sie am Ferrareser Hof mit hoher Bezahlung engagiert, die Jahre davor weilte sie dort gastweise. Ebenso wirkten in den vorherigen Jahren ein Bassist sowie weitere Künstlerinnen mit.

## Die virtuose Kunst der Frauen
Das Besondere des „Canto delle Dame di Ferrara“ ist das Singen mit wenigen Stimmen in gleich hoher Lage; die Kompositionen waren speziell für diese heute noch namentlich bekannten Sängerinnen (keinesfalls für Kastraten) komponiert.
Am Ferrareser Hof gab es eine lange Madrigaltradition sowie das „Concerto grosso“ mit vielen Beteiligten. Im Unterschied zu den fünf- und mehr-(gemischt)stimmigen Ferrareser Ensemble-Werken der Gattung Madrigal für Sopran, Alt, Tenor und Bass enthält Luzzaschis Band von 1601 ausschließlich Madrigale für geringstimmige oder solistische Besetzung in Sopranlage (drei einstimmige, vier zweistimmige und fünf dreistimmige), die nur von Frauen gesungen wurden.

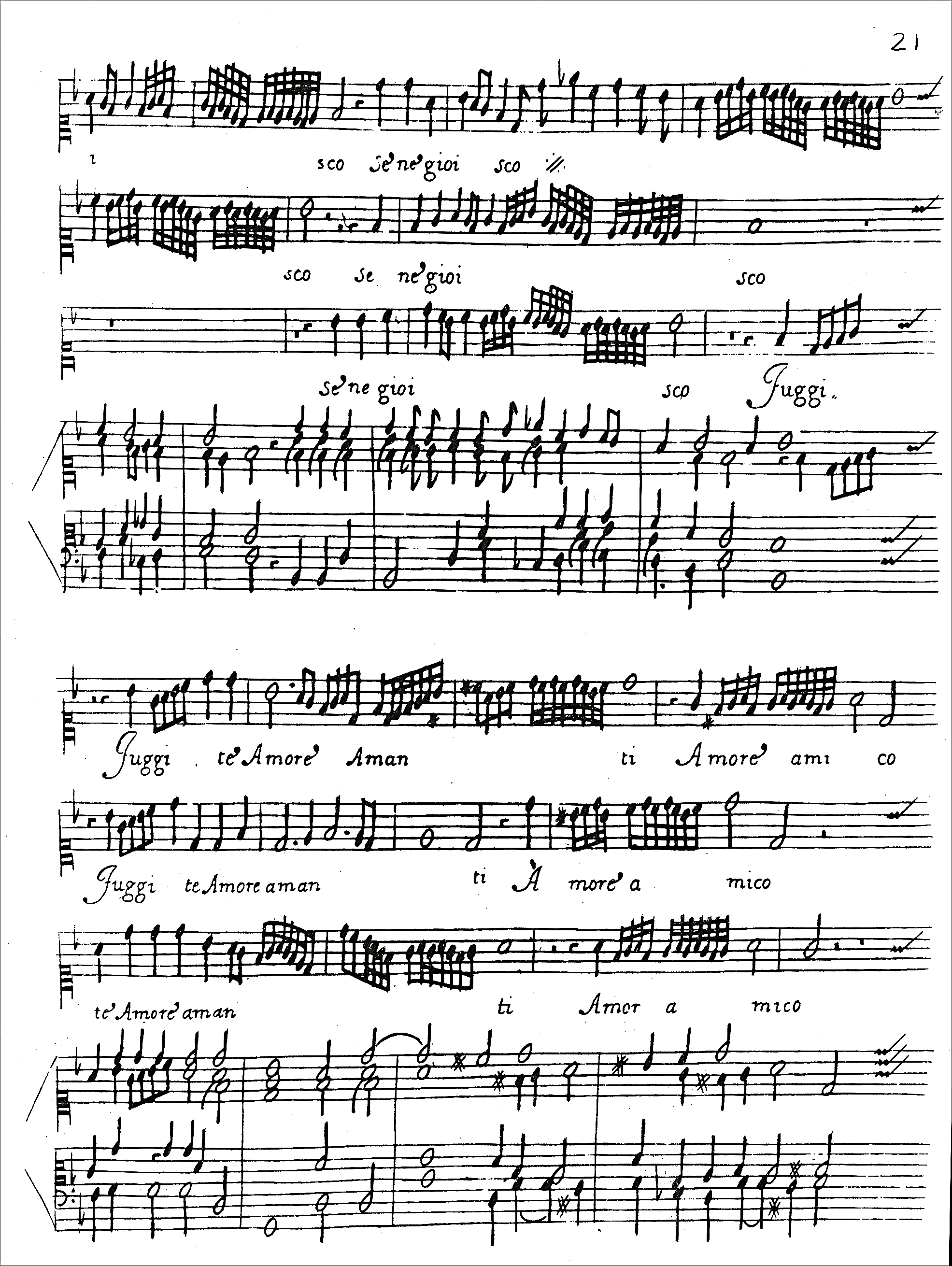
Luzzasco Luzzaschi, 2. Seite des 8. Madrigals O dolcezz’amarissime d’Amore (drei Sopranstimmen, ausgeschriebene Verzierungen, ausgesetzter Generalbass)

In der Partitur von 1601 der zwölf Madrigale Luzzaschis sind die kunstvollen Verzierungen wie Diminutionen (Auflösung langer Noten in viele kleine), Passaggi, Vorschläge und Triller, die für gewöhnlich improvisiert werden, genau ausnotiert – und das ist das eigentlich Besondere. Damit ist ihre Ausführung authentisch wiederholbar und ermöglicht eine präzise Vorstellung von dem, was die Ferrareser Sängerinnen Ende des 16. Jahrhunderts so berühmt machte.
Als Hofdamen der Herzogin angestellt, wurden sie auf diese Weise für ihre Kunst bezahlt; wie professionell sie waren, ergänzt der Bericht des Alessandro Striggio, wonach sie die schwierigsten Werke ohne Probe mit allen Verzierungen vom Blatt singen konnten. Vincenzo Giustiniani nennt Vocal-Effekte wie accenti, effetti und gruppi.
Die Namen der singenden „Donne principalissime“, des harten Kerns der Sängerinnen, sind überliefert: Laura Peperara, Livia d’Arco und Anna Guarini. Letztere war die Tochter des Dichters und Ferrareser Hofsekretärs Giovanni Battista Guarini, auf den die meisten der Madrigal-Texte zurückgehen. Laut Titel sind die Madrigale komponiert „per cantare, et sonare“ (zum Singen und  Spielen). Für die instrumentale Begleitung werden in einer parallelen Quelle Signora Guarini (Laute), Signora Livia (Gambe) und Signora Laura (Harfe) genannt, die identisch mit den genannten Sängerinnen sind. 

## Madrigal
Das Madrigal war eine volkssprachliche, variable, lyrische Form italienischer Dichter und Musiker. In Zusammenarbeit mit dem herzoglichen Notendrucker Vittorio Baldini (ab 1580) entwickelte sich am Estensischen Hof die Tradition der „Ferrareser Madrigalschule“; sie zog, insbesondere durch die Gesangskünste des Concerto delle Donne, prominente Gäste wie den Münchener Hofkapellmeister Orlando di Lasso oder den Sänger und Komponisten Giulio Caccini und weitere Mitglieder der Camerata Fiorentina an. Diese Akademie war – wie bekannt – maßgeblich an der Entwicklung der Oper beteiligt.
Interessant in dieser Beziehung ist eine Stelle aus dem Reisetagebuch Ferdinands von Bayern vom 29. Januar 1579, der den Herzog von Ferrara kurz vor dessen Hochzeit mit Margeritha Gonzaga besuchte:

„Danach [nach einem „stattlichen Danz“] sein vier Gentildonne in der Herzogin Camer gangen, daselbst under in [ihnen] ein Music angericht, aine hatt uff ainem Instrument geschlagen, und sie all vier Mitteinandern, auch zu zeiten aine allein, darein gesongen. Dergleichen Stimmen und Colloraturn [=Verzierungen], ich nie gehört.“

Dieser Augenzeugenbericht entstammt der Zeit kurz vor der Formierung des Gesangstrios. Er ist zugleich Beweis für das (lebhafte) Erklingen eines Instruments („uff ainem Instrument geschlagen“ [Tarquinia Molza?]) mit dem eine „Gentildonne“ den Gesang begleitete. „Schlagen“ wurde damals für das Spielen der Laute oder eines Tasteninstruments benutzt. Das Instrument (Laute oder Cembalo) fiel, der Beschreibung nach, besonders ins Auge, „und sie all vier Mitteinandern“ […] haben „darein gesungen“. „Darein“ gesungen bedeutet in gemeinsamer Harmonie; wie zu folgern, gab es monodische Passagen: „auch zu zeiten aine allein“, also Sologesang mit Generalbass[=harmonischer]begleitung.
Im Februar 1583 schwärmt ein bedeutendes Mitglied der Florentiner Initiatoren der italienischen Oper von den Sängerinnen mit folgenden Worten

„[…] tre Dame, anzi tre Angioli di paradiso, per che cantano cosi miracolosamente che non mi pare p[er] quanto io ne intendo“

(Drei Damen sangen wie die Engel im Paradies, wie man meines Erachtens nicht wunderbarer singen kann).

## Bedeutung
Die Sängerinnen des Ferrareser Concerto Laura Peperara (ca. 1545–1601), Livia d’Arco (1565–1611) und Anna Guarini (1563–1598) sowie Tarquinia Molza (1542–1617) sind als erste virtuose, professionelle Sängerinnen des 16. Jahrhunderts in die Musikgeschichte eingegangen, noch bevor die Kastraten begannen, das Feld des Gesanges in der hohen Stimmlage zu beherrschen.

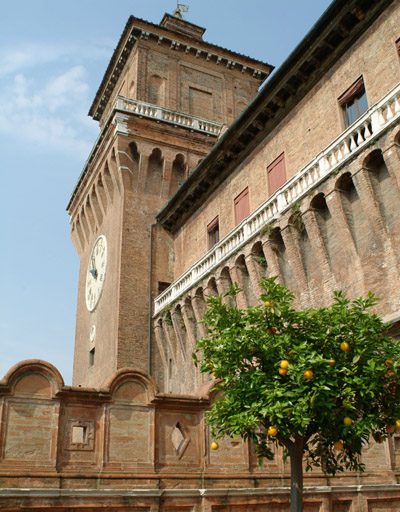
Castello Estense, Orangengarten

Eine Komposition von Luzzasco Luzzaschi vermittelt zugleich Einzelheiten ihres Gesanges auf dem Weg des stile moderno, der für die Oper bahnbrechenden Seconda pratica. Schon vor der Jahrhundertwende waren sie an der Entwicklung des begleiteten Einzel-Gesangs, genannt „Monodie“, beteiligt. Luzzaschis notierte akkordische Begleitung seiner 1-, 2- und 3-stimmigen, zur Homophonie neigenden Madrigale für gleiche Stimmen – zu sehen an der Notenausgabe von 1601 – markiert den Beginn der sich entwickelnden Generalbasspraxis. Die Akkorde sind hier genau ausgeschrieben (eine Rarität innerhalb der musikalischen Quellen) und zeigen, wie aus der Basslinie eine sowohl harmonische als auch impulsgebende Stütze wird.
Die Sängerinnen am Hof von Ferrara gaben mit ihren Konzerten diesem Aufführungsstil, der in ganz Italien nachgeahmt wurde, entscheidende Impulse. Ihre Kunst lag in der affektvollen Behandlung der Stimme, sowohl der melodischen Linie als auch im schwingenden, homophonen Zusammenklang dreier hoher Stimmen. Mit feinsten oder intensivsten Färbungen gestalteten sie den gehaltenen Ton oder verzierten ihn auf verschlungene Weise im Sinne des Textinhalts. In der Literatur ist von „crescendo“ und „decrescendo“ (der so genannten „messa di voce“) und leisen Passagen mit „esclamazioni“ (Schluchzern) die Rede. Diesen Affetti folgten die zugehörigen mimischen Gebärden. Ein besonderer Effekt war das Auskosten der Dissonanz vor ihrer Auflösung in den Grundakkord mit dreistimmig homophon gesungenem Triller, eine Technik, die an zumindest technisch ähnliche Klavier-Momente des späten Beethovens erinnert. Luzzaschi muss seine Madrigale den Sängerinnen „auf ihre Stimme geschrieben“ haben. Die Höhe dieser Kunst des Gesangs wurde erst von den späteren Kastraten wieder erreicht.